# Socjonika
Socjonika (słowo powstałe z połączenia ang. society „społeczeństwo” i bionics „bionika”) – teoria międzyludzkich stosunków psychologicznych, rozumianych jako wymiana informacji i działań.
U jej podstaw leży przede wszystkim model funkcjonowania psychiki (zwany modelem A od nazwiska litewskiej socjolog Aušry Augustinavičiūtė – twórczyni socjoniki). Socjoniczna koncepcja działania psychiki to połączenie koncepcji przedstawionych w Typach psychologicznych Carla Gustava Junga, freudowskiej teorii świadomości, przedświadomości i nieświadomości, oraz hipotezy metabolizmu energetyczno-informacyjnego Antoniego Kępińskiego. Z przyjętego modelu psychiki wynika socjoniczna klasyfikacja typów psychologicznych oraz teoria relacji między nimi. Teoria powstała w latach 70. XX wieku.
Kluczowym pojęciem socjoniki jest typ informacyjnego metabolizmu (socjotyp). Jest to sposób wymiany informacji pomiędzy człowiekiem i jego otoczeniem. Jest on niezmienny, uwarunkowany genetycznie. Charakteryzuje się on specyficznym układem 8 funkcji psychicznych wzorowanych na Jungowskich, jednak zmienionych przez Augustinavičiūtė. Nazewnictwo podstawowych dychotomii jest podobne jak u Junga – wyróżnia się więc opozycje:
- ekstratyczno-introtyczną[a]
- intuicyjno-sensoryczną
- logiczno-etyczną
- racjonalistyczno-irracjonalistyczną

W 1991 założono w Kijowie Międzynarodowy Instytut Socjoniki.

## Model A

### Elementy informacyjne
Aušra Augustinavičiūtė stworzyła model opierający się na 8 elementach informacyjnych (nazwany na cześć twórczyni modelem A). Najczęściej oznacza się je przy pomocy symboli graficznych lub dwuliterowych skrótów. Wyróżniamy następujące elementy:
- Ne – intuicja ekstratyczna (intuicja możliwości)
- Ni – intuicja introtyczna (intuicja czasu)
- Se – sensoryka ekstratyczna (silna wola)
- Si – sensoryka introtyczna (sensoryka odczuć)
- Te – logika ekstratyczna (logika biznesowa)
- Ti – logika introtyczna (logika relacji)
- Fe – etyka ekstratyczna (etyka emocji)
- Fi – etyka introtyczna (etyka relacji)

Element informacyjny jest podstawową jednostką funkcjonalną procesu metabolizmu informacyjnego.

### Funkcje
Każdy element spełnia pewną funkcję (rolę) w procesie przemiany informacji, odmienną w przypadku każdego socjotypu. Takich funkcji jest 8 i wyróżnione są kolejno:
1. Funkcja programowa – najsilniejsza z funkcji. Jest to pryzmat przez który patrzy się na rzeczywistość. Przez funkcję programową odbierane są informacje z otoczenia.
2. Funkcja kreatywna – przetwarza, uzupełnia i wzbogaca informacje z funkcji programowej.
3. Funkcja roli – stanowi dobre narzędzie w kontaktach międzyludzkich, ale na krótki czas. Rozwijana jest do tego stopnia, by w uproszczony sposób, na miarę potrzeb, wykonywać swoje zadania.
4. Funkcja czuła, PoLR (ang.: Point or Place of Least Resistance) – najsłabsza z funkcji kręgu mentalnego. Informacje przez nią przetworzone są niepewne. Uwagi dotyczące tej funkcji są odbierane jako drażniące.
5. Funkcja sugestywna – najsłabsza z funkcji kręgu witalnego. Podświadomie wyszukuje i odbiera informacje dotyczące swojej dziedziny, a ich brak jest negatywnie odczuwany. Jej zdolność do ewaluacji otrzymanych informacji jest bardzo niska.
6. Funkcja aktywacyjna – informacje odbierane przy pomocy tej funkcji bywają niezrozumiałe, ale są uważane za interesujące.
7. Funkcja ignorująca – odruchowo operuje informacjami z funkcji programowej i je uzupełnia.
8. Funkcja demonstracyjna – odruchowo operuje informacjami z funkcji kreatywnej i uzupełnia je o odniesienia w swojej dziedzinie.

Funkcje są przedstawiane schematycznie jako układ pól ponumerowanych w charakterystyczny sposób (jak po prawej). Taka numeracja wyznacza kierunek przepływu informacji, który odbywa się w dwóch kręgach. Wyróżnia się:
- Krąg mentalny – funkcje 1, 2, 3, 4
- Krąg witalny – funkcje 5, 6, 7, 8

W takim układzie istnieją też układy dwóch funkcji nazywane blokami. Są to (oznaczone kolorami):
     Blok ego – funkcje silne i cenione
     Blok super-ego – funkcje słabe i niecenione
     Blok super-id – funkcje słabe i cenione
     Blok id – funkcje silne i niecenione

## Socjotypy
| Skrót | Pełna nazwa typu                  | Skrót 4-literowy | Inna nazwa typu        | Alias typu        |                                                       |
| ----- | --------------------------------- | ---------------- | ---------------------- | ----------------- | ----------------------------------------------------- |
| ILE   | intuicyjno-logiczny ekstrawertyk  | ENTp             | Wynalazca              | Don Kichot        | typ ekstratyczny, intuicyjny, logiczny, irracjonalny  |
| SEI   | sensoryczno-etyczny introwertyk   | ISFp             | Mediator               | Dumas             | typ introtyczny, sensoryczny, etyczny, irracjonalny   |
| ESE   | etyczno-sensoryczny ekstrawertyk  | ESFj             | Entuzjasta             | Hugo              | typ ekstratyczny, sensoryczny, etyczny, racjonalny    |
| LII   | logiczno-intuicyjny introwertyk   | INTj             | Analityk               | Robespierre       | typ introtyczny, intuicyjny, logiczny, racjonalny     |
| SLE   | sensoryczno-logiczny ekstrawertyk | ESTp             | Dowódca                | Żukow             | typ ekstratyczny, sensoryczny, logiczny, irracjonalny |
| IEI   | intuicyjno-etyczny introwertyk    | INFp             | Liryk                  | Jesienin/Bradbury | typ introtyczny, intuicyjny, etyczny, irracjonalny    |
| EIE   | etyczno-intuicyjny ekstrawertyk   | ENFj             | Mentor                 | Hamlet            | typ ekstratyczny, intuicyjny, etyczny, racjonalny     |
| LSI   | logiczno-sensoryczny introwertyk  | ISTj             | Inspektor              | Gorki             | typ introtyczny, sensoryczny, logiczny, racjonalny    |
| SEE   | sensoryczno-etyczny ekstrawertyk  | ESFp             | Polityk                | Napoleon/Cezar    | typ ekstratyczny, sensoryczny, etyczny, irracjonalny  |
| ILI   | intuicyjno-logiczny introwertyk   | INTp             | Krytyk                 | Balzac            | typ introtyczny, intuicyjny, logiczny, irracjonalny   |
| LIE   | logiczno-intuicyjny ekstrawertyk  | ENTj             | Pionier/Przedsiębiorca | Jack London       | typ ekstratyczny, intuicyjny, logiczny, racjonalny    |
| ESI   | etyczno-senoryczny introwertyk    | ISFj             | Obrońca                | Dreiser           | typ introtyczny, sensoryczny, etyczny, racjonalny     |
| IEE   | intuicyjno-etyczny ekstrawertyk   | ENFp             | Psycholog              | Huxley/Sawyer     | typ ekstratyczny, intuicyjny, etyczny, irracjonalny   |
| SLI   | sensoryczno-logiczny introwertyk  | ISTp             | Rzemieślnik            | Gabin             | typ introtyczny, sensoryczny, logiczny, irracjonalny  |
| LSE   | logiczno-sensoryczny ekstrawertyk | ESTj             | Dyrektor               | Stirlitz/Holmes   | typ ekstratyczny, sensoryczny, logiczny, racjonalny   |
| EII   | etyczno-intuicyjny introwertyk    | INFj             | Humanista              | Dostojewski       | typ introtyczny, intuicyjny, etyczny, racjonalny      |

### Rozmieszczenie elementów
Po odpowiednim rozmieszczeniu symboli elementów w takich polach można otrzymać model A socjotypu. Typów powstałych przez dobór ośmiu funkcji jest 16.
|  |  |
|  |  |
|  |  |
|  |  |

|  |  |
|  |  |
|  |  |
|  |  |

|  |  |
|  |  |
|  |  |
|  |  |

|  |  |
|  |  |
|  |  |
|  |  |

|  |  |
|  |  |
|  |  |
|  |  |

|  |  |
|  |  |
|  |  |
|  |  |

|  |  |
|  |  |
|  |  |
|  |  |

|  |  |
|  |  |
|  |  |
|  |  |

|  |  |
|  |  |
|  |  |
|  |  |

|  |  |
|  |  |
|  |  |
|  |  |

|  |  |
|  |  |
|  |  |
|  |  |

|  |  |
|  |  |
|  |  |
|  |  |

|  |  |
|  |  |
|  |  |
|  |  |

|  |  |
|  |  |
|  |  |
|  |  |

|  |  |
|  |  |
|  |  |
|  |  |

|  |  |
|  |  |
|  |  |
|  |  |

## Kwadry
Socjotypy należą do kwadr. Jest ich cztery i do każdej należą 4 typy. Są to:
Kwadra Alfa
ENTp (ILE), ISFp (SEI), ESFj (ESE), INTj (LII)
Kwadra Beta
ESTp (SLE), INFp (IEI), ISTj (LSI), ENFj (EIE)
Kwadra Delta
ENFp (IEE), ISTp (SLI), ESTj (LSE), INFj (EII)
Kwadra Gamma
ENTj (LIE), ISFj (ESI), INTp (ILI), ESFp (SEE)
Kwadry Alfa i Gamma oraz Beta i Delta są dla siebie przeciwne, co odzwierciedla się często w postaci słabych relacji pomiędzy typami z tych kwadr.